# Британски музеј пропада
Британски музеј пропада (енгл. The British Museum is Falling Down) је комичан роман (новела), аутора Дејвида Лоџа (енгл. David Lodge), објављен 1965. године.

## О књизи
Британски музеј пропада прати један дан живота Адама Еплбија, двадесетпетогодишњег постдипломца који пише тезу коју по свему судећи неће завршити у трећој, завршној години своје стипендије. Еплби је ожењен, има супругу Барбару и троје деце. Пошто је стипендију већ увелико потрошио он је забринут због неизвесности своје и њихове материјалне егзистенције. Због тога он живи у вечитом страху да његова жена Барбара поново не затрудни са четвртим дететом. То у његовој глави ствара константну напетост и разне перспективе различитих унутрашњих промишљања.
Сам аутор наводи да књига има две теме: једна је морална или религиозна, а друга књижевна. Прва тема се тиче римокатоличког учења о контроли рађања.. У време када пише своје дело, 1964. године и сам Лоџ, тада универзитетски предавач без новца, ожењен и отац двоје деце, суочава са страховима сличним свом јунаку, Адаму Еплбију.
Лоџ се у роману обилато користи техником пастиша, која постаје најочигледнија на самом крају, у Епилогу. Наиме, пошто је дошао на идеју да у представљању ове породице недостаје перспектива жене, Лоџ се уплашио да ова изненадна и закаснела промена угла гледања не испадне као неспретна импровизација.  Угледајући се подсвесно на чувени роман Уликс, Џејмса Џојса, Лоџ свој роман завршава Епилогом који представља унутрашњи монолог Еплбијеве супруге Барбаре, дајући тако на крају целом наративу својеврсну коначницу женске перспективе, како је у Уликсу наратив Џојс предао Моли Блум.
Доминантна техника писања је стварање дериватног романа и тај начин је намеран и систематичан.
Британски музеј пропада је у преводу за БИХ и Србију изашао 2012. године у едицији Модерни класици издавачке куће Библионер из Бања Луке и Београда.

## О писцу
Дејвид Лоџ (енгл. David Lodge) је професор емеритус енглеске књижевности на Универзитету у Бирмингему, савремени енглески романописац  и теоретичар модерне књижевности, који је традиционалну британску књижевно-теоријску мисао обогатио спознајама европског структурализма.
Лоџ је рођен 28. јануара 1935. године у Лондону. На Универзитету у Бирмингему предавао је од 1960. до 1987. године. Објавио је велики број књижевно-теоријских дела, a познат је и по романима које пише махом у сатиричном тону. Члан је Британског краљевског удружења књижевника и носилац бројних књижевних признања и награда. 
Прва награда коју је Дејвид Лоџ освојио је Јоркширски пост књижевна награда (Yorkshire Post Book Award)  из 1975. године за најбољу фикцију. Године 1980. освојио је чувену Витбредову награду за књигу године. Два пута, 1984. и 1989. године, освојио је и Букерову награду за фикцију, а 1990. године и Сребрну нимфу, на ТВ фетивалу у Монте Карлу.. 
Loџ је добитник и награде Удружења сценариста Америке за најбоље адаптирани сценарио 1995. године.